# 아이슬란드 상업전문학교
아이슬란드 상업전문학교(아이슬란드어: Verzlunarskóli Íslands)는 아이슬란드의 김나지움식 사립 고등교육기관이다. 1905년설립 되었으며, 아이슬란드에서 가장 오래된 사립학교이다. 레이캬비크 시내에 위치해 있으며, 대략 1200명 정도의 학생들이 공부하고 있다. 현대 아이슬란드어에서 쓰이지 않는 글자인 Z가 이 학교의 이름에서는 쓰이고 있다.

## 역사
학교가 세워진 초창기에 학생수는 대략 60에서 70명 내외였다. 그러나 학교는 점점 성장했고, 1945년에 첫 졸업생을 배출해냈다. 처음의 목적과는 다르게 학교는 이제 상업 실무를 교육시키기 위해 회계나 경제학 등을 가르치고 있다.

## 출신 인물
- 요운 아우스게이르 요운하네손 (Jón Ásgeir Jóhannesson)
- 비외르고울퓌르 귀드뮌드손 (Björgólfur Guðmundsson)
- 비외르고울퓌르 토르 비외르고울프손 (Björgólfur Thor Björgólfsson)
- 빌흐야우뮈르 빌르야울름손 (Vilhjálmur Þ. Vilhjálmsson)
- 요운 시귀르드손 (Jón Sigurðsson)